# Squalus acanthias
Squalus acanthias (conhecido em Portugal como galhudo ou galhudo-malhado) é uma espécie de elasmobrânquio esqualiforme da família Squalidae. É um pequeno tubarão de profundidade que pode alcançar 1,25 metros de comprimento, com corpo estilizado com espinhos venenosos muito afilados nas barbatanas dorsais.